# Teodoro José Remírez
Teodoro José Remírez fue un político español del siglo XIX.

## Reseña biográfica
Fue considerado un importante cacique de la Rioja Baja. Residió en Alfaro, donde se conserva un palacio que mandó erigir. Era considerado el hombre fuerte del Partido Progresista en la localidad, mientras que su rival Orovio era la cabeza del sector conservador. Casó con Felipa Elor, heredera de propiedades en el sur de Navarra. Consta como inspector de ferrocarriles.
La caída de Espartero y el ascenso de un nuevo gobierno progresista con O'Donnell supuso un impulso de su carrera política. Aunque no logró escaño en las elecciones (a las que concurrió por el distrito de Haro), fue nombrado gobernador interino de la provincia de Zaragoza del 4 de agosto de 1856 al 15 de octubre de 1856. Nombrado gobernador de la provincia de Logroño el 24 de septiembre de 1856, renunció al cargo.
En 1858 fue elegido diputado al congreso por el distrito de Daroca (circunscripción de Zaragoza). Su legislatura terminaba en 1860, si bien retrasos administrativos hicieron que no cursara baja hasta 1861. En 1869 volvió a presentarse a la elección parcial por el distrito de Haro, infructuosamente.
En 1871 fue elegido de nuevo diputado, esta vez por el distrito de Arnedo (circunscripción de Logroño), que había quedado vacante por el nombramiento de Salustiano Olózaga como embajador en París. Dejó el cargo cuando fue nombrado senador por la provincia de Logroño en 1872.